# Dispozitiv exploziv improvizat

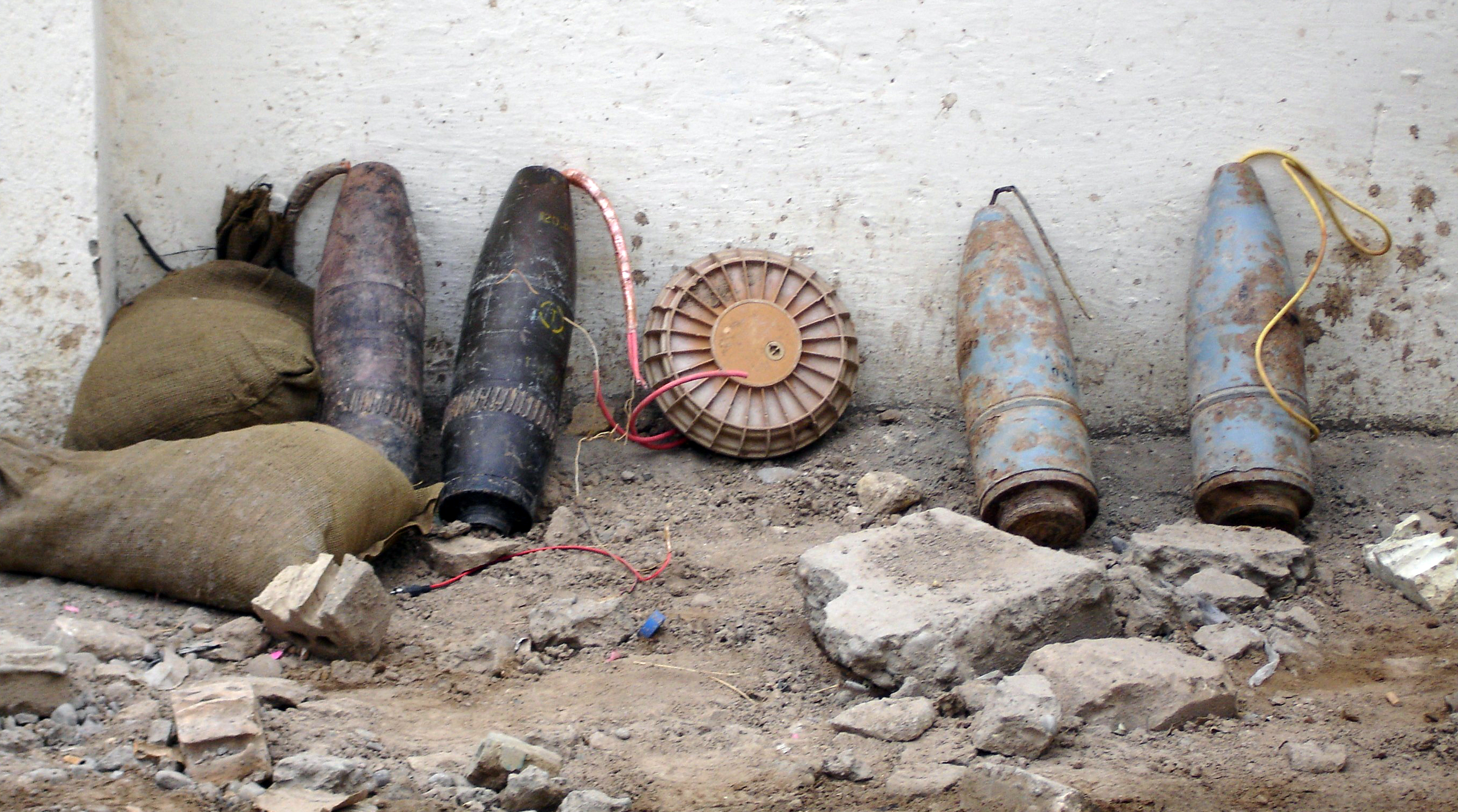
Muniție pentru un dispozitiv explozibil improvizat descoperit în Bagdad de poliția irakiană în noiembrie 2005

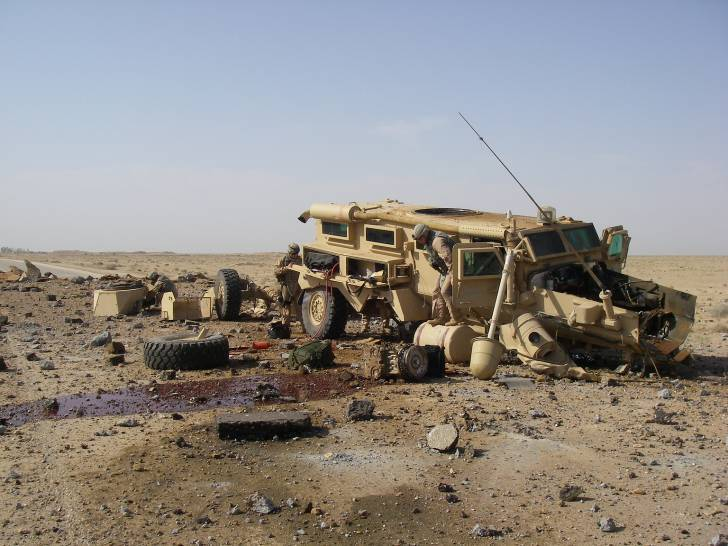
Un Cougar din SUA ce a fost lovit de un dispozitiv explozibil improvizat în greutate de aproximativ 90–136 kg în timpul campaniei Anbar

Un dispozitiv exploziv improvizat (în engleză improvised explosive device, prescurtat: IED) este un explozibil construit și deplasat în alte moduri decât cele de acțiuni militare convenționale. Ele pot fi construite din explozibili militari convenționali, cum ar fi un obuz de artilerie, atașat la un mecanism de detonare. Dispozitivele explozibilele improvizate sunt utilizate în mod obișnuit ca bombe plasate pe marginea drumului sau bombe produse în gospodărie. 
Termenul „IED” a fost inventat de armata britanică în timpul conflictului din Irlanda de Nord pentru a se referi la capcanele explozive făcute de IRA și a intrat în uz comun în SUA în timpul războiului din Irak.
Dispozitivele explozibilele improvizate sunt utilizate în general în operațiuni teroriste sau în război neconvențional asimetric de către gherilele insurgente sau forțele de comando într-un teatru de operațiuni. În Războiul din Irak (2003–2011), insurgenții au folosit explozibile improvizate pe scară largă împotriva forțelor conduse de SUA și, până la sfârșitul anului 2007, explozibilele improvizate au fost responsabile pentru aproximativ 63% din decesele coaliției din Irak. Ele au fost, de asemenea, folosite în Afganistan de către grupurile de insurgenți și au cauzat peste 66% din victimele coaliției în războiul din Afganistan din 2001-2021.
Explozibilele improvizate au fost folosite frecvent de către Tigrii de Eliberare a Eelamului Tamil (LTTE) din Sri Lanka în timpul Războiului Civil din Sri Lanka, și de separatiștii ambazonieni în criza anglofonă în curs.

## Prezentare

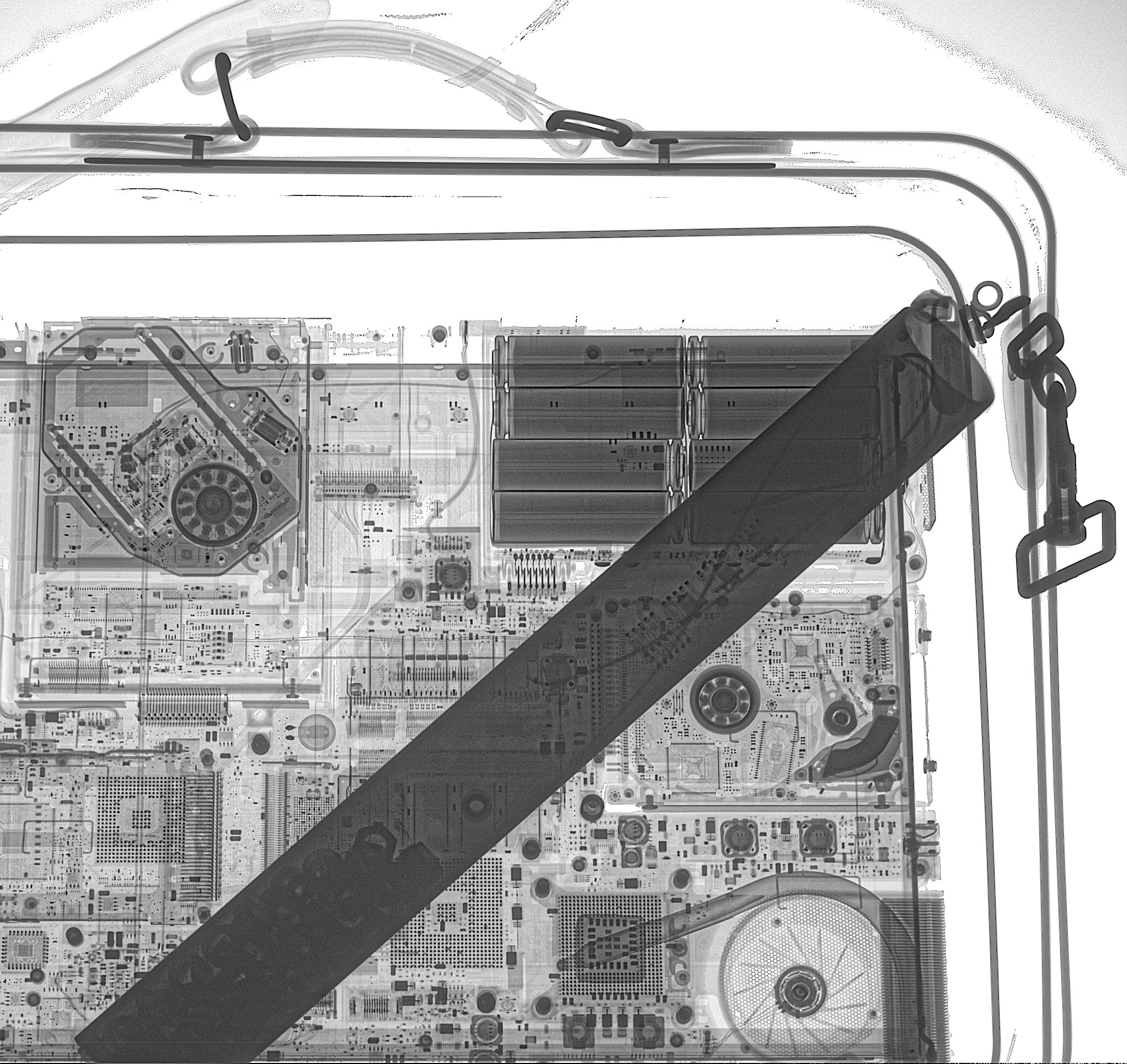
Radiografia unei valize care arată o bombă de tip țeavă și un laptop

Un IED este o bombă fabricată într-o manieră improvizată care încorporează substanțe chimice distructive, letale, nocive, pirotehnice sau incendiare și concepută pentru a distruge sau a incapacita personalul sau vehiculele. În unele cazuri, IED-urile sunt folosite pentru a distrage atenția, a perturba sau a întârzia o forță adversă, facilitând un alt tip de atac. IED-urile pot include explozivi militari sau comerciali și, adesea, combină ambele tipuri, sau pot fi altfel fabricate cu explozibili de casă (HME). Un laborator HME se referă la un laborator de explozivi de casă sau la locația fizică în care sunt fabricate dispozitivele.
Un IED are cinci componente: un comutator (activator), un inițiator (șnur), container/carcasă (corp), încărcare (material exploziv) și o sursă de alimentare (baterie). Un IED conceput pentru a fi utilizat împotriva țintelor blindate, cum ar fi transportoarele de personal sau tancurile, va fi proiectat pentru penetrarea blindajului, folosind o încărcătură modelată care creează un penetrator format exploziv. 
IED-urile sunt extrem de diverse ca design și pot conține multe tipuri de inițiatori, detonatoare, penetratoare și încărcături explozive. IED-urile antipersonal conțin, de obicei, și obiecte generatoare de fragmentare, cum ar fi cuie, rulmenți cu bile sau chiar pietre mici, care provoacă răni la distanțe mai mari decât ar putea face doar presiunea de explozie. IED-urile au înlocuit parțial minele antiterrestre convenționale sau militare ca sursă de rănire a soldaților (pietoni) și a civililor demontați. Aceste răni au fost raportate în BMJ Open ca fiind mult mai grave cu IED-uri decât cu minele terestre care au dus la amputații multiple ale membrelor și mai mici și mutilare corporală. Această combinație de răni i s-a dat numele de „Vănire prin explozie complexă demontată” și se consideră că este cea mai gravă rănire de supraviețuire văzută vreodată în război.
IED-urile sunt declanșate prin diverse metode, inclusiv telecomandă, declanșatoare în infraroșu sau magnetice, bare sensibile la presiune sau fire de declanșare (acționate de victimă). În unele cazuri, mai multe IED-uri sunt conectate împreună într-un lanț pentru a ataca un convoi de vehicule răspândit de-a lungul unor drumuri.
IED-urile realizate de designeri fără experiență sau cu materiale necorespunzătoare ce pot să nu detoneze și, în unele cazuri, să detoneaze fie pe producător, fie pe plasatorul dispozitivului. Cu toate acestea, se știe că unele grupuri produc dispozitive sofisticate construite cu componente colectate din muniții convenționale și componente electronice standard de larg consum, cum ar fi telefoane mobile, radiouri bidirecționale pentru consumatori, temporizatoare pentru mașini de spălat, pagere sau dispozitive de deschidere a ușilor de garaj.
Rafinamentul unui IED depinde de pregătirea producătorul și de instrumentele și materialele disponibile.
IED-urile pot folosi obuze de artilerie sau încărcături convenționale puternic explozive ca încărcătură explozivă, precum și explozivi de casă. Cu toate acestea, există amenințarea că materialul chimic toxic, biologic sau radioactiv (bombă murdară) poate fi adăugat la un dispozitiv, creând astfel și alte efecte care pun viața în pericol, dincolo de șrpanel, explozii de commotion și incendii asociate în mod normal cu bombe. Lichidul de clor a fost adăugat la IED-urile din Irak, producând nori de clor gazos.
Un IED transportat de vehicule, sau VBIED, este un termen militar pentru o mașină-bombă sau un camion-bombă, dar poate fi orice tip de transport, cum ar fi o bicicletă, motocicletă, sau chiar și un măgar. Sunt de obicei angajați de insurgenți în special ISIS, și pot transporta o sarcină explozivă relativ mare. Ele pot fi detonate și dintr-o locație îndepărtată. VBIED-urile pot crea șrapnel suplimentar prin distrugerea vehiculului în sine și pot folosi combustibilul vehiculului ca armă incendiară. Faptul de a fi aflat în acest vehicul și de a-l detona este cunoscut ca sinucidere SVBIED.

### Definiții
Dicționarul de termeni militari și asociați (JCS Pub 1-02) include două definiții pentru dispozitive improvizate: dispozitiv exploziv improvizat (IED) și dispozitiv nuclear improvizat (IND, Improvised Nuclear Device). Aceste definiții se referă la Nuclear și Exploziv în CBRNe (Acronim pentru Chimice, biologice, radiologice, nucleare și explozivi. Engleză Chemical, Biological, Radiological, Nuclear, and Explosives). Asta lasă nedefinite substanțele chimice, biologice și radiologice. Au fost create patru definiții pentru a construi pe structura definiției JCS. Au fost creați termeni pentru a standardiza limbajul primilor respondenți și al membrilor armatei și pentru a corela imaginea operațională.

#### Exploziv
Un dispozitiv plasat sau fabricat într-o manieră improvizată care încorporează substanțe chimice distructive, letale, nocive, pirotehnice sau incendiare și conceput pentru a distruge, a incapacita, a hărțui sau a distrage atenția. Poate include magazine militare, dar este conceput în mod normal din componente non-militare.

#### Penetrator/proiectile formate exploziv (EFP)

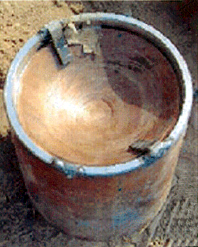
Dispozitiv exploziv improvizat în Irak. Forma concavă de cupru de deasupra definește un penetrator/proiectil format exploziv.

IED-urile au fost deplasate sub formă de proiectile formate exploziv (EFP), un tip special de încărcătură în formă care este eficientă la distanțe mari de țintă (50 de metri sau mai mult), dar nu sunt precise la distanțe lungi. Acest lucru se datorează modului în care sunt produse. „Limacul” mare proiectat de la explozie nu are stabilizare deoarece nu are aripioare de coadă și nu se învârte ca un glonț de pușcă. Fără această stabilizare, traiectoria nu poate fi determinată cu precizie peste 50 de metri. Un EFP este în esență o sarcină de formă cilindrică cu un disc metalic concav prelucrat (adesea cupru) în față, îndreptat spre interior. Forța încărcăturii modelate transformă discul într-un melc de mare viteză, capabil să pătrundă în blindajul majorității vehiculelor din Irak.

#### Încărcări focalizate direcțional
Sarcinile focalizate direcțional (cunoscute și ca sarcini fragmentare focalizate direcțional, în funcție de construcție) sunt foarte asemănătoare cu EFP, principala diferență fiind că placa superioară este de obicei plată și nu concavă. De asemenea, nu este fabricat din cupru prelucrat, ci din metal turnat sau tăiat mult mai ieftin. Atunci când sunt făcute pentru fragmentare, conținutul încărcăturii este de obicei piulițe, șuruburi, rulmenți cu bile și alte produse similare de șrapnel și explozive. Dacă constă doar din placa metalică plată, este cunoscută sub numele de încărcare plată, având un rol similar cu un EFP cu efect redus, dar construcție mai ușoară.

#### Chimical
Un dispozitiv care încorporează atributele toxice ale materialelor chimice concepute pentru a avea ca rezultat dispersarea materialelor chimice toxice în scopul creării unui efect toxic patofiziologic primar (morbiditate și mortalitate) sau a unui efect psihologic secundar (care provoacă frică și modificarea comportamentului) asupra unui populație mai mare. Astfel de dispozitive pot fi fabricate într-o manieră complet improvizată sau pot fi o modificare improvizată a unei arme existente.

#### Biologic
Un dispozitiv care încorporează materiale biologice conceput pentru a avea ca rezultat dispersarea materialului biologic transmis prin vector, în scopul de a crea un efect toxic pato-fiziologic primar (morbiditate și mortalitate) sau un efect psihologic secundar (care provoacă frică și modificarea comportamentului) asupra unei populații mai mari.

#### Incendiar
Un dispozitiv care utilizează reacții chimice exoterme concepute pentru a duce la răspândirea rapidă a incendiului în scopul de a crea un efect patofiziologic primar (morbiditate și mortalitate) sau un efect psihologic secundar (care provoacă frică și modificarea comportamentului) asupra unei populații mai mari sau poate fi folosit cu intenția de a obține un avantaj tactic. Astfel de dispozitive pot fi fabricate într-o manieră complet improvizată sau pot fi o modificare improvizată a unei arme existente. Un tip comun al acestuia este cocktailul Molotov.

#### Radiologic
Un dispozitiv speculativ care încorporează materiale radioactive concepute pentru a avea ca rezultat dispersarea materialului radioactiv în scopul negației zonei și daunelor economice și/sau în scopul creării unui efect toxic patofiziologic primar (morbiditate și mortalitate) sau efect psihologic secundar (care provoacă frică și modificarea comportamentului) la o populație mai mare. Astfel de dispozitive pot fi fabricate într-o manieră complet improvizată sau pot fi o modificare improvizată a unei arme nucleare existente. Denumit și dispozitiv de dispersie radiologică (RDD) sau „bombă murdară”.

#### Nuclear
Dispozitiv nuclear improvizat, cel mai probabil de tip pistol sau de tip implozie.

### Mecanisme de livrare

#### Mașină
Citește și articolul Mașină bombă

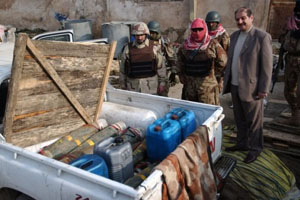
Obuze de artilerie și bidoane de benzină descoperite în spatele unei camionete în Irak

Un vehicul poate fi încărcat cu explozibili, setat să explodeze prin telecomandă sau de către un pasager/șofer, cunoscut în mod obișnuit ca mașină-bombă sau IED transportat pe vehicul (VBIED, pronunțat vee-bid). Ocazional, șoferul mașinii-bombă ar fi fost constrâns să livreze vehiculul sub constrângere, situație cunoscută sub numele de bombă proxy. Caracteristicile distinctive sunt vehiculele cu o greutate excesivă, vehiculele cu un singur pasager și cele în care interiorul vehiculelor arată ca și cum ar fi fost demontate și reconstruite. Mașinile-bombă pot transporta mii de kilograme de explozibili și pot fi umplute cu șrapnel pentru a crește fragmentarea.
ISIS a folosit camione-bombă cu efecte devastatoare.

#### Barcă
Bărcile încărcate cu explozibili pot fi folosite împotriva navelor și a zonelor conectate la apă. Un exemplu timpuriu de acest tip au fost bărcile sinucigașe japoneze Shinyo în timpul celui de-al Doilea Război Mondial. Bărcile au fost umplute cu explozibili și au încercat să lovească navele aliate, uneori cu succes, după ce au scufundat sau avariat grav mai multe nave americane până la sfârșitul războiului. Atentatorii sinucigași au folosit un IED transportat de o barcă pentru a ataca USS Cole; Trupele americane și britanice au fost, de asemenea, ucise de IED transportate de bărci în Irak. Tigrii Tamil Tigrii de mare au fost, de asemenea, cunoscuți că folosesc SWBIED în timpul războiului civil din Sri Lanka.

#### Animal
Citește și articolul Atacurile cu bombă transportate de animale
Maimuțele și porcii de război au fost folosiți ca incendiari în jurul anului 1000 EN. Mai faimos, „câinele antitanc” și „bomba de lilieci” au fost dezvoltate în timpul celui de-al Doilea Război Mondial. În timpurile moderne, un copil de doi ani și alte șapte persoane au fost ucise de explozibili atașați de un cal în orașul Chita din Columbia. Cadavrele anumitor animale au fost folosite și pentru a ascunde dispozitive explozive de către insurgența irakiană.

#### Lesă
Citește și articolul "Bomba lesă" (film)
IED-urile legate de gâtul fermierilor au fost folosite de cel puțin trei ori de către gherilele din Columbia, ca o modalitate de extorcare. Livrătorul american de pizza Brian Douglas Wells a fost ucis în 2003 de un exploziv prins de gâtul său, presupus sub constrângere de la producătorul bombei. În 2011, o fată din Sydney, Australia a avut o suspectă bombă guler atașată de un atacator în casa ei. Dispozitivul a fost scos de polițiști după o operațiune de zece ore și s-a dovedit a fi o farsă.

#### Atac sinucigaș
Un atac sinucigaș se referă, de obicei, la o persoană care poartă explozibili și le detonează pentru a-i ucide pe alții, inclusiv pe ei înșiși, atacatorul va ascunde explozivi pe și în jurul sale, folosind de obicei o vestă și va folosi un cronometru sau un alt declanșator pentru a detona explozivii. Logica din spatele unor astfel de atacuri este convingerea că un IED livrat de un om are șanse mai mari de a obține succes decât orice altă metodă de atac. În plus, există și impactul psihologic al copiilor soldați pregătiți să se sacrifice în mod deliberat pentru cauza lor.

#### Implantat chirurgical
Citește și articolul Dispozitiv exploziv implantat chirurgical
În mai 2012, oficialii americani de combatere a terorismului și-au scurs achiziția de documente care descriu pregătirea și utilizarea dispozitivelor explozive improvizate implantate chirurgical. Dispozitivele au fost concepute pentru a evita detectarea. Dispozitivele au fost descrise ca fără metal, așa că nu au putut fi detectate de raze X.
Oficialii de securitate s-au referit la bombe implantate chirurgical în „mânerele de dragoste” ale atacatorilor sinucigași.
Potrivit Daily Mirror, oficialii de securitate din Marea Britanie de la MI-6 au afirmat că femeile bombardiere ar putea călători nedetectate purtând substanțele chimice explozive în implanturile mamare. Atacatorul sinucigaș ar arunca în aer explozivii implantați prin injectarea unui declanșator chimic.

#### Robot
Roboții ar putea fi folosiți și pentru a transporta explozibili. Primul astfel de caz documentat a fost după atacul armat din 2016 a ofițerilor de poliție din Dallas, când un robot de eliminare a bombelor a fost folosit pentru a livra explozibili pentru a-l ucide pe Micah Xavier Johnson, care se ascundea într-un loc inaccesibil lunetisților. De asemenea, dronele care transportau explozibili au fost folosite într-o tentativă de asasinat suspectată împotriva președintelui venezuelean Nicolás Maduro în 2018.

#### Tunel
ISIS și Al-Nusra au folosit bombe detonate în tuneluri săpate sub ținte.

#### Rachetă improvizată
Citește și articolul Bombă lob
În 2008, IED-uri propulsate de rachete, denumite muniții asistate cu rachete improvizate, mortare asistate cu rachete improvizate și (IRAM) de către armată, au ajuns să fie folosite în număr împotriva forțelor americane din Irak. Au fost descrise ca rezervoare de propan pline cu explozibili și alimentate cu rachete de 107 mm. Ele sunt similare cu unele mortare de distrugere a cazărmii provizorii IRA. Noi tipuri de IRAM, inclusiv Vulcano IRAM și Elephant Rockets, sunt folosite în timpul războiului civil sirian.

#### Mortar improvizat
Mortarele improvizate au fost folosite de multe grupuri de insurgenți, inclusiv în timpul războiului civil din Siria și al insurgenței Boko Haram. IRA a folosit mortare improvizate numite "barck busters".
Artileria improvizată, inclusiv "tunurile iadului" (hell cannons), au fost folosite de forțele rebele în timpul războiului civil sirian.

### Mecanisme de declanșare

#### Fir
Dispozitivele explozive improvizate cu fir de comandă (CWIED) folosesc un cablu electric care oferă utilizatorului control complet asupra dispozitivului până în momentul inițierii.

#### Radio
Declanșatorul unui dispozitiv exploziv improvizat controlat radio (RCIED, Radio Controled Improvised Explosive Device) este controlat prin legătura radio. Dispozitivul este construit astfel încât receptorul să fie conectat la un circuit electric de tragere și transmițătorul operat de către autor la distanță. Un semnal de la transmițător determină receptorul să declanșeze un impuls de declanșare care acționează întrerupătorul. De obicei, comutatorul declanșează un inițiator; cu toate acestea, ieșirea poate fi folosită și pentru a arma de la distanță un circuit exploziv. Adesea, emițătorul și receptorul funcționează pe un sistem de codare potrivit care împiedică inițierea RCIED de semnale false de frecvență radio sau de bruiaj. Un RCIED poate fi declanșat de la orice număr de mecanisme diferite bazate pe frecvență radio, inclusiv transmițătoare portabile cu telecomandă, alarme pentru mașini, sonerii fără fir, telefoane mobile, pagere și radio-uri portabile, inclusiv cele proiectate pentru UHF PMR446, FRS și servicii GMRS.

#### Telefon mobil
Un IED radiocontrolat (RCIED) care încorporează un telefon mobil care este modificat și conectat la un circuit electric de aprindere. Telefoanele mobile operează în banda UHF în linie de vedere cu amplasamentele antenelor stației de bază transceiver (BTS). În scenariul obișnuit, primirea unui semnal de paginare prin telefon este suficientă pentru a iniția circuitul de declanșare a unui IED.

#### Infraroșu
Britanicii au acuzat Iranul și Hezbollah că i-au învățat pe luptătorii irakieni să folosească fascicule de lumină infraroșie pentru a declanșa IED. Pe măsură ce forțele de ocupație au devenit mai sofisticate în întreruperea semnalelor radio în jurul convoaielor lor, insurgenții și-au adaptat metodele de declanșare. În unele cazuri, când o metodă mai avansată a fost întreruptă, insurgenții au regresat la utilizarea mijloacelor neîntreruptibile, cum ar fi fire dure de la IED la detonator; totuși, această metodă este mult mai greu de ascuns eficient. Cu toate acestea, mai târziu a reieșit că aceste IED-uri „avansate” erau de fapt tehnologie IRA veche. Metoda fasciculului infraroșu a fost perfecționată de IRA la începutul anilor 1990, după ce a achiziționat tehnologia dintr-o operațiune sub acoperire greșită a armatei britanice. Multe dintre IED-urile folosite împotriva forțelor coaliției invadatoare din Irak au fost dezvoltate inițial de armata britanică, care a transmis neintenționat informațiile către IRA. IRA și-a predat tehnicile Organizației pentru Eliberarea Palestinei, iar cunoștințele s-au răspândit în Irak.